# L is B
株式会社L is B（エルイズビー）は、東京都千代田区に本社を置くIT企業。2010年9月に創業し、ビジネスチャット「direct（ダイレクト）」などITソリューションを開発・提供する。

## 提供サービス
- ビジネスチャット「direct」
  - 日本で開発しているビジネス用のチャットツール。専用チャットボットサービス「direct bot RENTAL」や、各企業独自で自社開発できるツール｢daab SDK｣を提供。大林組や竹中工務店、西松建設、テレビ朝日などで採用されている。マルチデバイス対応（iOS、Android、Windows、Mac）

- 自動学習型チャットボット「AI-FAQボット」  
  - チャットボットと会話して求める回答を必要な時に手に入れるFAQソリューション。ヘルプデスクや総務などに寄せられるチャットボットで自動応答。

- 長時間労働是正ソリューション「direct Smart Working Solution（SWS）」  
  - あらかじめ設定した時間にPCをロックして定刻までに仕事を終わらせる文化を作るためのITソリューション。管理ツールを使った勤務時間や雇用形態の管理に利用。

## 沿革
- 2010年9月 - 株式会社L is B（エルイズビー）を設立
- 2011年4月 - 感情解析エンジン『Social Emotion Engine』 開発。Twitterアプリ『Feel on!』リリース
- 2012年6月 - Echelon2012にて『Feel on!』英語版リリース
- 2013年11月 - ビジネスチャット『direc（ダイレクト）』開発・リリース
- 2014年
  - 5月 - 千代田区外神田に本社移転
  - 12月 - チャットボット開発環境『daab SDK』公開
- 2015年
  - 4月 - IIJと法人メッセンジャーサービス事業にて資本業務提携
  - 10月 - ビジネスチャット「direct」オプションサービス『Guest Mode（ゲストモード）』提供開始
- 2016年
  - 10月 - 働き方改革支援ソリューション 『direct Smart Working Solution』提供開始
  - 12月 - ビジネスチャット『direct』にてISMS取得(ISO/IEC 27001およびISO/IEC27017)[2]
- 2017年1月 - ビジネス向けチャットボットレンタルサービス 『direct bot RENTAL』提供開始
- 2018年
  - 4月 - ビジネスチャット『direc』導入企業1,000社突破
  - 5月 - 遺失物をチャットボットで自動受付する『JR西日本お忘れ物チャット』提供開始
  - 7月 - ユーザーの思考に合わせて進化するFAQ ソリューション『AI-FAQボット』提供開始
- 2019年
  - 5月 - 千代田区岩本町に本社移転
  - 6月 - 株式会社アズワン、株式会社QTnetと資本業務提携[3]。チャットボットで即時に作成、情報共有できる『direct サイネージ』提供開始
  - 10月 - 福岡市中央区に九州支社開設
- 2020年
  - 2月 -  ビジネスチャット『direct』導入実績2,000社突破
  - 4月 - 全国の医療施設、介護施設などにマスク約1万枚を寄贈
  - 7月 - 現場の働き方改革をテーマにしたメディア『スマートワーク.jp』公開
  - 9月 - 創業10周年。ビジネスチャット『direct』に通話機能を搭載。『direct』専用チャットボット「翻訳ボット」を無料提供開始
- 2024年3月 - 東京証券取引所グロース市場へ株式を上場